# Saint-Michel-de-Rivière
Pour les articles homonymes, voir Saint-Michel.
Saint-Michel-de-Rivière est une ancienne commune française située dans le département de la Dordogne, en région Nouvelle-Aquitaine. Depuis 1973, elle est associée à la commune de La Roche-Chalais.

## Géographie
En limite occidentale de la Double, dans l'ouest du département de la Dordogne, Saint-Michel-de-Rivière forme la partie sud-ouest de la commune de La Roche-Chalais. C'est sur son territoire, près des lieux-dits le Clair et les Grouets, au niveau de la Dronne, que se situe le point le plus occidental du département de la Dordogne.

## Histoire
En 1460 est mentionnée l'église du lieu sous la forme latine Præceptoria S. Michaelis de Riparia.
Créée à la Révolution, la commune de Saint-Michel-de-Rivière fusionne avec celle de La Roche-Chalais quelques années plus tard. En 1888, elle reprend son indépendance.
La commune de  Saint-Michel-de-Rivière fut en septembre 1852 la première en Dordogne à voir passer le train, sur la ligne Bordeaux-Paris[réf. nécessaire].
Le 1er janvier 1973, elle entre en fusion-association avec celles de Saint-Michel-l'Écluse-et-Léparon et de La Roche-Chalais, cette dernière prenant alors le nom de La Roche-de-Saint-Michel, qu'elle ne garde que peu de temps, redevenant La Roche-Chalais dès le 7 juin 1974.

## Politique et administration

### Rattachements administratifs et électoraux
Dès 1790, la commune de Saint-Michel-de-Rivière est rattachée au canton de Laroche Chalais qui dépend du district de Ribérac jusqu'en 1795, date de suppression des districts. Avant 1801 et jusqu'en 1888, elle fusionne avec La Roche-Chalais. Redevenue indépendante, elle est rattachée au canton de Saint-Aulaye dépendant de l'arrondissement de Ribérac. Cet arrondissement est supprimé en 1926 et ses communes rattachées à l'arrondissement de Périgueux. En 1973, Saint-Michel-de-Rivière fusionne à nouveau avec La Roche-Chalais en fusion-association et demeure commune associée.

### Liste des maires délégués
| Période                                  | Période  | Identité                 | Étiquette | Qualité |
| ---------------------------------------- | -------- | ------------------------ | --------- | ------- |
| Les données manquantes sont à compléter. |          |                          |           |         |
|                                          |          |                          |           |         |
| 1977                                     | 1995     | André Michel Dubois      |           |         |
| 1995                                     | 2001     | Roger Baudiffier         |           |         |
| 2001                                     | ?        | Jean-Claude Pointet      |           |         |
|                                          |          |                          |           |         |
| 2014                                     | 2020     | Joël Gobin               |           |         |
| 2020                                     | En cours | Delphine Vicaire-Bonnieu |           |         |

## Population et société

### Démographie
Au 1er janvier 2022, la commune associée de Saint-Michel-de-Rivière compte 810 habitants.
| 1793 | 1891 | 1896 | 1901 | 1906 | 1911 | 1921 |
| ---- | ---- | ---- | ---- | ---- | ---- | ---- |
| 700  | 676  | 616  | 592  | 580  | 583  | 569  |

| 1926 | 1931 | 1936 | 1946 | 1954 | 1962 | 1968 |
| ---- | ---- | ---- | ---- | ---- | ---- | ---- |
| 525  | 507  | 487  | 519  | 629  | 641  | 683  |

#### Remarque
Lors des recensements de 1800 à 1886, Saint-Michel-de-Rivière avait fusionné avec La Roche-Chalais.

### Manifestations culturelles et festivités
Fin septembre de chaque année, fête patronale (49e édition en 2019 avec attractions foraines, concours de pétanque, défilé de majorettes, épreuve cycliste et feu d'artifice).

## Culture locale et patrimoine

### Sites et monuments
L'église Saint Michel datant du Moyen Âge, est inscrite depuis 1925 au titre des monuments historiques pour sa façade.